# USS Russell (DD-414)
USS Russell (DD-414) byl americký torpédoborec třídy Sims. Russell 10. března 1942 doprovázel letadlové lodi USS Yorktown a USS Lexington během amerického nájezdu na Lae a Salamauu, bojoval i v bitvě u ostrovů Santa Cruz. Torpédoborec v pořádku přečkal válku a v roce 1947 byl sešrotován.